# Cộng đồng tưởng tượng
Cộng đồng tưởng tượng là một khái niệm do Benedict Anderson phát triển nên trong cuốn sách Cộng đồng tưởng tượng năm 1983 của ông nhằm để phân tích chủ nghĩa dân tộc. Anderson mô tả dân tộc như một cộng đồng do xã hội kiến tạo mà nên (socially constructed), bởi những người nhìn nhận bản thân là một phần của nhóm nào đó hình dung mà nên.:6–7
Anderson tập trung vào cách mà phương tiện truyền thông tạo ra cộng đồng tưởng tượng, đặc biệt nhất là sức mạnh của báo in trong việc nhào nặn tâm lý xã hội của cá nhân nào đó. Anderson phân tích văn tự – công cụ được nhà thờ, tác giả, và công ty phương tiện truyền thông (nổi bật là thông qua sách, báo, và tạp chí) sử dụng – cùng với phân tích các công cụ của chính phủ chẳng hạn bản đồ, điều tra dân số, và bảo tàng. Tất cả công cụ này đều được xây dựng để nhắm đến và định hình đối tượng đại chúng nào đó trong không gian công thông qua những hình ảnh, ý thức hệ, và ngôn ngữ chủ lưu. Anderson khám phá nguồn gốc thực dân và kì thị chủng tộc của những thực hành này rồi sau đó đưa ra một lý thuyết khái quát nhằm giải thích cách mà các chính phủ và tập đoàn đương thời có thể (và thường xuyên) vận dụng hệt những thực hành này. Lý thuyết này lúc đầu không tính được đến Internet và truyền hình.